# Polonia Bytom
El Polonia Bytom es un club de fútbol de la ciudad de Bytom, en Polonia, fundado en 1920. Actualmente juega en la I Liga, la segunda división del fútbol polaco, y disputa sus partidos como local en el Estadio Szombierek Bytom de su rival tradicional, el Szombierki Bytom. Cuenta en su palmarés con dos ligas y una Copa Intertoto.

## Historia
El club fue fundado el 4 de enero de 1920 en la ciudad de Bytom, en Alta Silesia, durante los agitados meses de las sublevaciones de Silesia. A finales de 1922, sin embargo, como resultado del plebiscito de Alta Silesia, Bytom se convirtió en parte de Alemania y el club dejó de existir.

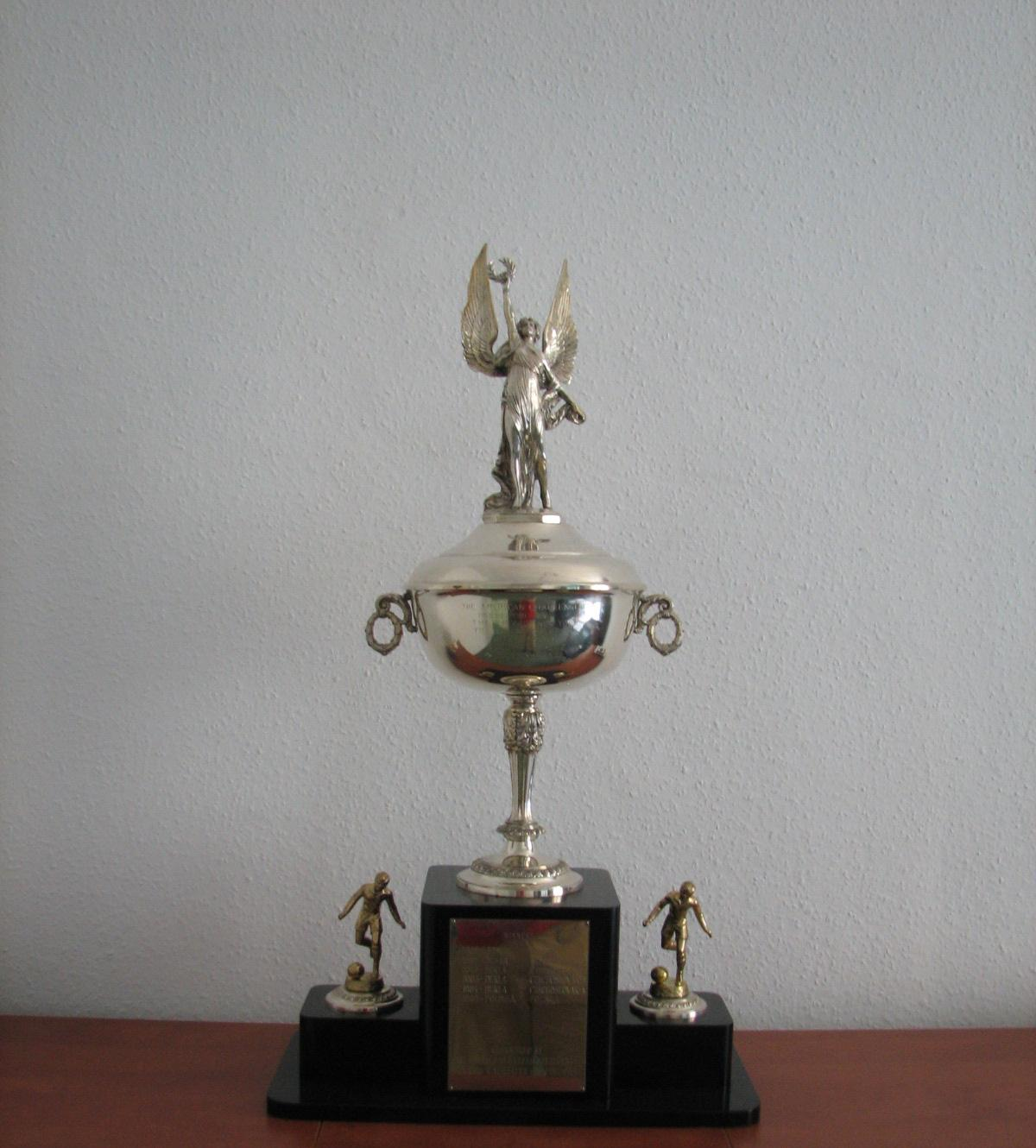
La Copa American Challenge ganada por Polonia Bytom

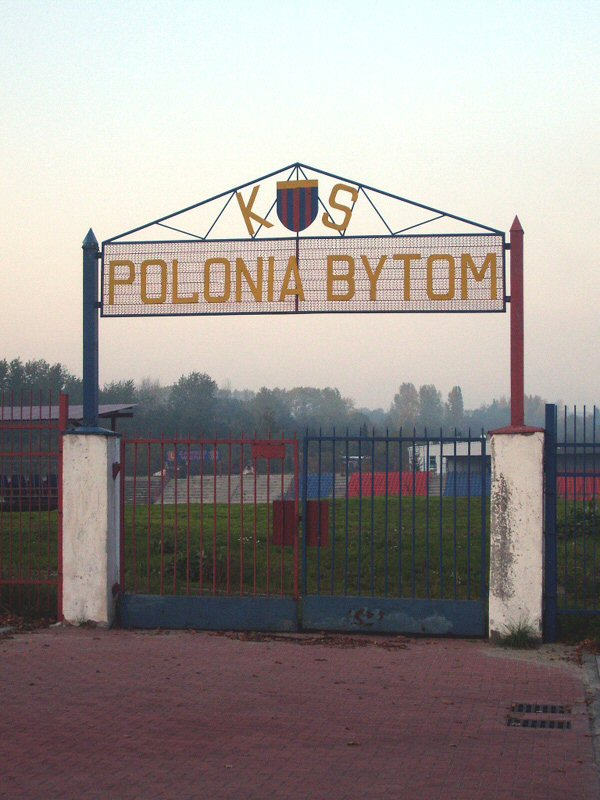
Entrada al Stadion Edwarda Szymkowiaka, antiguo terreno de juego del club.

En mayo de 1945, numerosos agentes y funcionarios de uno de los clubes más famosos de Polonia, el Pogon Lwów llegaron a Bytom y decidieron revivir el Polonia. El 17 de mayo de 1945, el equipo jugó su primer partido en más de dos décadas, derrotando al Warta Poznan 3-2.
El Polonia Bytom es considerado el equipo sucesor del Pogon Lwów y su escudo es muy similar al del famoso equipo polaco de Lwów, así como sus colores, rojo y azul. El jugador más importante del Polonia Bytom fue el portero Edward Szymkowiak. El estadio del club lleva su nombre y tiene una capacidad para 5.500 espectadores.
El club ha ganado el campeonato de Polonia en dos ocasiones, en 1954 y 1962, mientras que en 1952, 1958, 1959 y 1961 finalizó subcampeón de la liga de Polonia. En junio de 2007 el Polonia Bytom, después de muchos años, regresó a la Ekstraklasa polaca. Sin embargo, en 2011, el club descendió nuevamente a la I liga después de terminar en el último lugar de la tabla con apenas seis victorias en toda la temporada. Actualmente lucha por retornar al fútbol profesional.

## Palmarés

### Torneos nacionales
- Ekstraklasa (2):

1954, 1962

### Torneos internacionales
- Copa Intertoto de la UEFA (1):

1965

## Jugadores

### Jugadores destacados
| - Jan Liberda - Edward Szymkowiak - Zygmunt Anczok - Jan Banaś - Walter Winkler | - Ryszard Grzegorczyk - Henryk Kempny - Kazimierz Trampisz - Jan Wiśniewski - Krzysztof Król |

## Entrenadores
| - Ryszard Koncewicz (1952-1955) - Adam Niemiec (1957-1961) - Hubert Skolik (1962-1963) - Antoni Brzeżańczyk (1973-1974) - Henryk Kempny (1974-1976) - Jerzy Nikiel (1977-1978) - Teodor Wieczorek (1978-1979) - Jan Liberda (1980-1982) - Jan Liberda (1990-1992) - Władysław Jan Żmuda (1994) - Walter Winkler (1994-1995) - Edward Lorens (1995-1996) - Waldemar Fornalik (1996-1997) - Jan Zurek (1997) - Albin Wira (1998) - Grzegorz Kapica (2003-2004) - Marcin Brosz (2005) - Michał Probierz (2005-2006) - Dariusz Fornalak (2007) | - Michał Probierz (2007-2008) - Dietmar Brehmer (2008) - Marek Motyka (2008-2009) - Yuriy Shatalov (2009-2010) - Jan Urban (2010) - Robert Góralczyk (2010-2011) - Dariusz Fornalak (2011-2012) - Piotr Pierścionek (2012-2013) - Jacek Trzeciak (2013) - Artur Skowronek (2013) - Grzegorz Kurdziel (2014) - Piotr Mrozek (2014) - Jacek Trzeciak (2014-2015) - Ireneusz Koscielniak (2015-2016) - Andrzej Orzeszek (2016-2017) - Jacek Trzeciak (2017-2018) - Marcin Domagała (2018-2019) - Kamil Rakoczy (2019-) |

## Participación en competiciones europeas
| Temporada | Torneo        | Ronda            | Club                   | Casa | Visita | Resultado |
| --------- | ------------- | ---------------- | ---------------------- | ---- | ------ | --------- |
| 1958–59   | European Cup  | Clasifiatoria    | MTK Budapest           | 0–3  | 0–3    | 0–6       |
| 1962–63   | European Cup  | Clasificatoria   | Panathinaikos FC       | 2–1  | 4–1    | 6–2       |
| 1962–63   | European Cup  | 1                | Galatasaray            | 1–4  | 1–0    | 2–4       |
| 1964–65   | Intertoto Cup | Grupo C3         | Lens                   | 4–0  | 1–3    | 1° lugar  |
| 1964–65   | Intertoto Cup | Grupo C3         | Schalke 04             | 6–0  | 0–2    | 1° lugar  |
| 1964–65   | Intertoto Cup | Grupo C3         | Degerfors IF           | 6–0  | 1–1    | 1° lugar  |
| 1964–65   | Intertoto Cup | Cuartos de final | Karl-Marx-Stadt FC     | 0–2  | 4–1    | 4–3       |
| 1964–65   | Intertoto Cup | Semifinales      | RFC Liège              | 0–1  | 3–1    | 3–2       |
| 1964–65   | Intertoto Cup | Final            | Lokomotive Leipzig     | 0–3  | 5–1    | 5–4       |
| 1966–67   | Intertoto Cup | Grupo B6         | Norrköping             | 3–1  | 1–5    | 3° lugar  |
| 1966–67   | Intertoto Cup | Grupo B6         | Dynamo Dresden         | 0–0  | 1–7    | 3° lugar  |
| 1966–67   | Intertoto Cup | Grupo B6         | Spartak Hradec Králové | 0–0  | 0–0    | 3° lugar  |
| 1967      | Intertoto Cup | Grupo B3         | Elfsborg               | 3–0  | 2–1    | 1° lugar  |
| 1967      | Intertoto Cup | Grupo B3         | Werder Bremen          | 2–1  | 0–2    | 1° lugar  |
| 1967      | Intertoto Cup | Grupo B3         | Grasshopper            | 5–1  | 4–1    | 1° lugar  |
| 1970      | Intertoto Cup | Grupo B8         | Horsens                | 2–2  | 1–1    | 1° lugar  |
| 1970      | Intertoto Cup | Grupo B8         | Rot-Weiss Essen        | 3–2  | 1–1    | 1° lugar  |
| 1970      | Intertoto Cup | Grupo B8         | Tirol Innsbruck        | 1–0  | 3–2    | 1° lugar  |
| 1973      | Intertoto Cup | Grupo 10         | B 1901                 | 6–2  | 2–0    | 3° lugar  |
| 1973      | Intertoto Cup | Grupo 10         | Östers                 | 1–2  | 2–3    | 3° lugar  |
| 1973      | Intertoto Cup | Grupo 10         | Austria Salzburg       | 4–1  | 1–7    | 3° lugar  |
| 1975      | Intertoto Cup | Grupo 5          | Zbrojovka Brno         | 1–2  | 1–2    | 2° lugar  |
| 1975      | Intertoto Cup | Grupo 5          | AIK                    | 5–1  | 3–2    | 2° lugar  |
| 1975      | Intertoto Cup | Grupo 5          | Tennis Borussia Berlin | 3–0  | 1–1    | 2° lugar  |
| 1980      | Intertoto Cup | Grupo 5          | Nitra                  | 1–0  | 0–4    | 4° lugar  |
| 1980      | Intertoto Cup | Grupo 5          | Esbjerg                | 0–1  | 2–1    | 4° lugar  |
| 1980      | Intertoto Cup | Grupo 5          | LASK Linz              | 1–1  | 0–2    | 4° lugar  |